# Hayley Westenra (musikalbum)
Hayley Westenra är den nyzeeländska sångerskan Hayley Westenras debutalbum, utgivet den 26 april 2001.Släpptes bara på Nya Zeeland och i Australien.

## Låtlista
1. Walking In The Air - 3.15
2. Ave Maria (Bach) - 2.27
3. Memory - 4.02
4. All I Ask Of You - 3.18
5. Somewhere - 3.18
6. The Mists Of Islay - 2.28
7. Ave Maria (Schubert) - 3.21
8. Bright Eyes - 4.05
9. Pie Jesu - 2.41
10. Wishing You Were Somehow Here Again - 3.08
11. I Dreamed A Dream - 3.44
12. Love Changes Everything - 3.30

### Bonusspår
1. God Defend New Zealand - 3.31
2. Amazing Grace (Live) - 4.18